# Slatina, Ústí nad Orlicí
Slatina là một làng thuộc huyện Ústí nad Orlicí, vùng Pardubický, Cộng hòa Séc.